# جدل بي بي سي

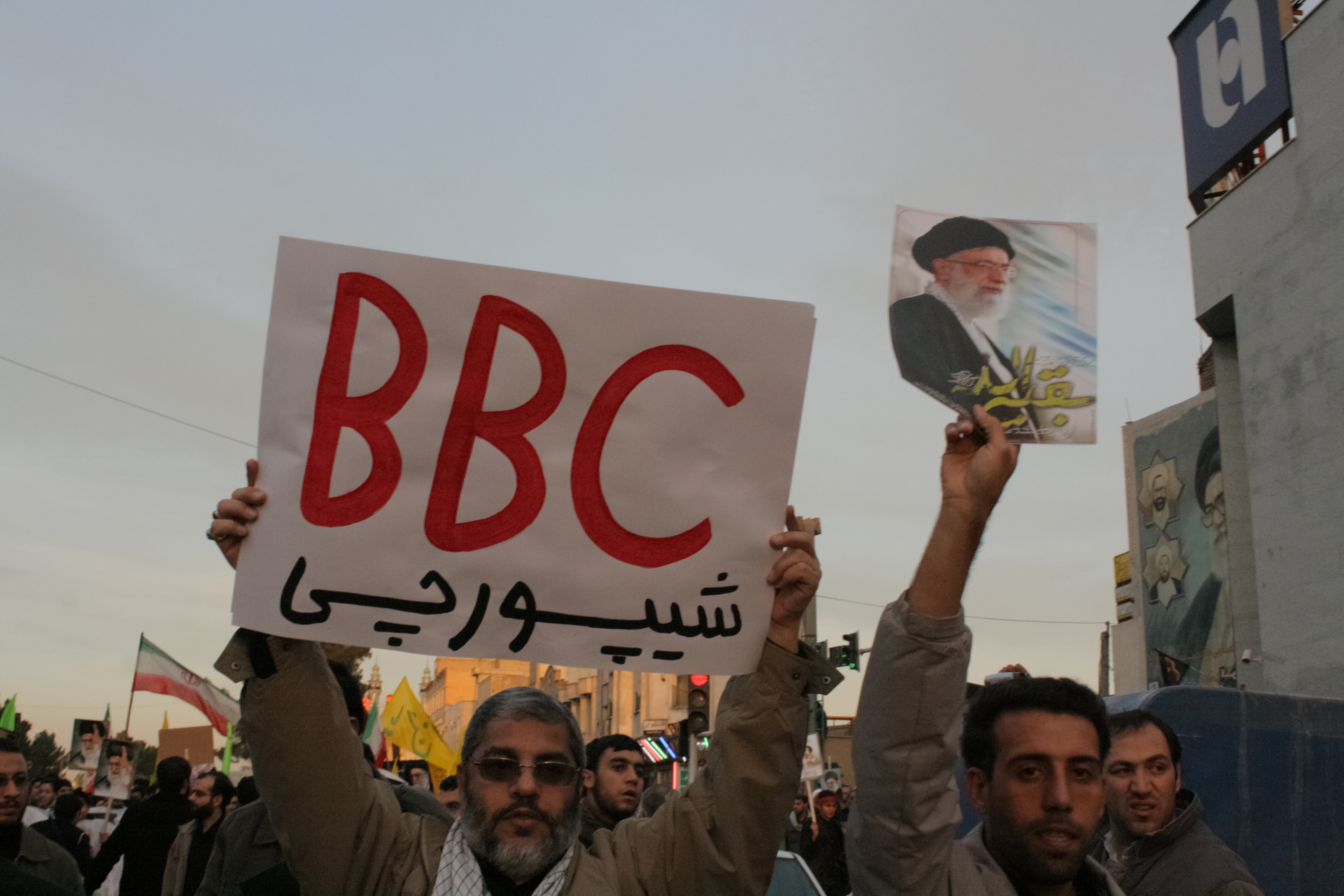
الجناح اليميني لجمهورية إيران الإسلامية هو أحد فصيلي السلطة السياسية في إيران، والذي تشكل نتيجة للتطورات السياسية بعد الثورة الإسلامية في إيران. أصبحت الجماعات اليمينية واليمينية التقليدية تُعرف بالأصوليين بعد عام 1378. وبعد وفاة السيد روح الله الخميني، سيطر اليمين على الحكومة لمدة فترتين تقريبًا. وبعد عام 1378 وانتخابات البرلمان السادس إلى عام 1381 وانتخابات المجالس، ولدت حركة الأصوليين من قلب حركة اليمين.

توضح هذه المقالة،بترتيب زمني،الخلافات المختلفة المحيطة أو المتعلقة ببي بي سي.

## السنوات المبكرة

### 1926 الضربة العامة
في عام 1926،دعا المجلس العام لمؤتمر نقابات العمال (TUC) إلى إضراب عام لمنع تخفيض الأجور وتفاقم ظروف 1.2 مليون من عمال مناجم الفحم المغلقين.وانتقد سياسيو حزب العمال مثل زعيم الحزب رامزي ماكدونالد وفيليب سنودن هيئة الإذاعة البريطانية لكونها "منحازة" و"تضليل الجمهور" خلال الإضراب.
تم تدريب رئيس الوزراء ستانلي بالدوين من قبل ريث خلال بث وطني حول الإضراب الذي قام به من منزل ريث. عندما طلب رامزي ماكدونالد إجراء بث ردًا، أيد ريث الطلب. ومع ذلك، كان بالدوين "معارضًا تمامًا لبث ماكدونالد" ورفض ريث الطلب.
منعت حكومة بالدوين هيئة الإذاعة البريطانية من بث تصريحات حول إضراب قادة حزب العمال وTUC.عندما كتب فيليب سنودن،وزير الخزانة العمالي السابق، إلى راديو تايمز يشكو من معاملة بي بي سي للنقابات، كتب ريث أن بي بي سي لم تكن مستقلة تمامًا عن الحكومة، التي فرضت بعض القيود على ما يمكن أن تفعله بي بي سي. فعل. راندال ديفيدسون، رئيس أساقفة كانتربري، رغب في بث "نداء سلام" للدعوة إلى إنهاء فوري للإضراب، وتجديد الإعانات الحكومية لصناعة الفحم وعدم تخفيض أجور عمال المناجم. رفض ريث طلبه لأنه يعتقد أن مثل هذا الخطاب سوف يستخدمه ونستون تشرشل للسيطرة على بي بي سي.أراد تشرشل استخدام بي بي سي كأداة حكومية أثناء الإضراب. كتب ريث في مذكراته أن الحكومة "تعلم أنها يمكن أن تثق بنا ألا نكون محايدين حقًا".
أفاد تحليل ما بعد الضربة الذي أجرته إدارة مراسلات البرامج في بي بي سي أن من بين الذين شملهم الاستطلاع، أشاد 3696 بتغطية بي بي سي، في حين أن 176 منهم انتقدوا.

### بين الحروب
منذ عام 1927،كانت هناك مجادلات حول الحياد في هيئة الإذاعة البريطانية.في عام 1927،بموجب ميثاق ملكي،أصبحت البي بي سي كيانًا عامًا لأول مرة - مع متطلبات بما في ذلك الحاجة إلى الحياد وعدم إبداء الموظفين لآرائهم حول الموضوعات المثيرة للجدل.
قبل الحرب العالمية الثانية،استبعد السير جون ريث ونستون تشرشل من موجات الأثير في بي بي سي. في وقت اتفاقية ميونيخ لعام 1938،اشتكى تشرشل من أنه قد عومل معاملة سيئة للغاية...

### من الثلاثينيات حتى الحرب الباردة: فحص MI5
منذ أواخر الثلاثينيات وحتى نهاية الحرب الباردة،كان لدى المكتب الخامس ضابط في هيئة الإذاعة البريطانية يدرس المتقدمين التحريريين.خلال الحرب العالمية الثانية،تم حظر "المخربين"، ولا سيما الشيوعيين المشتبه بهم مثل المغني الشعبي إيوان ماكول، من بي بي سي.تم ختم سجلات الأفراد الخاصة بأي شخص مشبوه بعلامة خضراء مميزة الشكل،أو "شجرة عيد الميلاد" ؛ فقط حفنة من موظفي بي بي سي يعرفون ما تعنيه "أشجار عيد الميلاد".

### الثلاثينيات: جدل تجاري في مجال الراديو
نظرًا لأن هيئة الإذاعة البريطانية أصبحت كيانًا احتكاريًا وغير تجاري،سرعان ما واجهت منافسة مثيرة للجدل من الرعايا البريطانيين الذين كانوا يشغلون أجهزة إرسال مؤجرة في قارة أوروبا قبل الحرب العالمية الثانية،لبث برامج إذاعية تجارية في المملكة المتحدة.رد جون ريث،الذي كان قد مُنح صلاحيات لإملاء الإنتاج الثقافي للبي بي سي، بالانتقام من خلال قيادة المعارضة لهذه المحطات التجارية.امتد الجدل إلى الصحافة عندما حاولت الحكومة البريطانية فرض الرقابة على طباعة معلومات برامجهم.تم خلق الضغط من خلال نجاح هذه المحطات.

### ثلاثينيات القرن العشرين فصاعدًا: إذاعة موسيقى الجاز
في سيرتها الذاتية عن والدها، والدي: ريث من بي بي سي،قالت ماريستا ليشمان ابنة ريث إنه حظر عزف موسيقى الجاز على البي بي سي، وأنه كتب في مذكراته أن "ألمانيا حظرت موسيقى الجاز الساخنة وأنا آسف أننا يجب أن نكون متأخرين في التعامل مع هذا المنتج القذر للحداثة". يمكن القول إن هذا الإرث لا يزال له تأثير حتى اليوم. في عام 2010،أيد 19 عضوًا في البرلمان اقتراحًا مبكرًا "أن هذا المجلس يشعر بالقلق من أن راديو بي بي سي يكرس وقتًا قصيرًا للبث لموسيقى الجاز"  أفادت دراسة أجريت في عام 2015 عن موسيقى الجاز أن موسيقى الجاز كنسبة مئوية من إجمالي الإنتاج الموسيقي كانت 1.74٪ فقط راديو 2 و3.62٪ على راديو 3. في عام 2019،أعلنت هيئة الإذاعة البريطانية (بي بي سي) عن تخفيضات في برامج موسيقى الجاز في بي بي سي.

## ما بعد الحرب

### الخمسينيات: التورط المزعوم في الانقلاب الإيراني
زعم فيلم وثائقي لراديو بي بي سي 4 في عام 2005 أن لديه دليلًا على أن قارئ الأخبار الإذاعي أدخل كلمة "بالضبط" في التحقق من منتصف الليل في إحدى ليالي الصيف في عام 1953، على أنها "الآن منتصف الليل بالضبط"، وهي كلمة رمزية لشاه إيران. دعمت بريطانيا خططه للانقلاب. وقال الفيلم الوثائقي إن الشاه اختار الكلمة،وبثت البي بي سي الكلمة بناء على طلب الحكومة.رسميا،بي بي سي لم تعترف قط بمؤامرة كلمة السر. وامتنع المتحدث باسم بي بي سي عن التعليق على صلة محتملة.

### الخمسينيات: جدل تلفزيوني مستقل
أصدرت حكومة ونستون تشرشل قانون التلفزيون لعام 1954 الذي سمح بإنشاء أول شبكة تلفزيونية تجارية في بريطانيا،آي تي في.تم انتقاد هذا في مجلس اللوردات من قبل اللورد ريث،من بين آخرين. وأوضح تشرشل لطبيبه اللورد موران : "أنا ضد الاحتكار الذي تتمتع به البي بي سي.لمدة أحد عشر عامًا أبعدوني عن الهواء.لقد منعوني من التعبير عن وجهات نظر ثبت أنها صحيحة.لقد كان سلوكهم مستبدا.إنهم متشابهون مع الاشتراكيين — ربما مع الشيوعيين ".

### 1965:لعبة الحرب
فيلم لعبة الحرب،من إخراج بيتر واتكينز،هو فيلم وثائقي زائف يروي عواقب هجوم خيالي على لندن بقنبلة نووية زنة واحد ميغا طن.كان الهدف من الاحتفال بالذكرى السنوية العشرين لإلقاء القنبلة على هيروشيما في 6 أغسطس 1965،وقد حظرت لعبة الحرب من قبل هيئة الإذاعة البريطانية،التي قالت إنها "مروعة للغاية بالنسبة لوسائل البث".كتب رئيس مجلس حكام البي بي سي،اللورد نورمانبروك،في رسالة سرية إلى سكرتير مجلس الوزراء،بيرك تريند،أن "عرض الفيلم على التلفزيون قد يكون له تأثير كبير على المواقف العامة تجاه سياسة الردع النووي". على الرغم من إصداره السينمائي المحدود من قبل معهد الفيلم البريطاني (BFI)،وحصل على جائزة الأوسكار كأفضل فيلم وثائقي،لم يتم عرض الفيلم من قبل هيئة الإذاعة البريطانية حتى عام 1985.
في عام 2012،كتب جون بيلجر أنه في حظر فيلم واتكينز،كانت هيئة الإذاعة البريطانية تؤدي "وظيفة الإذاعة الحكومية كحجر زاوية للنخبة الحاكمة في بريطانيا".

### الستينيات
أطلقت ماري وايتهاوس "حملة تنظيف التلفزيون" في أبريل 1964.من وجهة نظرها،كانت هيو جرين مديرة عامة لهيئة الإذاعة البريطانية "أكثر من أي شخص آخر...مسؤولة عن الانهيار الأخلاقي في هذا البلد". سرعان ما أصبحت حملة وايتهاوس وأنصارها جمعية المشاهدين والمستمعين الوطنية ؛ عارضت السيدة وايتهاوس سياسات التحرير التي اتبعها جرين واستمر في دعمها إلى حد كبير خلفاؤه في المؤسسة.ركزت حملة وايتهاوس على البي بي سي أكثر بكثير من تركيزها على قناة آي تي في،وكان لها شهرة عامة عالية لعدة عقود.كما انتقدت الصحافة الشعبية بي بي سي لما اعتبرته ثغرات في جودة البرمجة.
في عام 1969،وافقت رويترز على فتح خدمة تغطية صحفية في الشرق الأوسط كجزء من خطة وزارة الخارجية البريطانية للتأثير على وسائل الإعلام الدولية.من أجل حماية سمعة رويترز،التي ربما تضررت إذا أصبح التمويل من الحكومة البريطانية معروفًا،دفعت بي بي سي لرويترز "اشتراكات معززة" للوصول إلى خدمتها الإخبارية،وتم تعويضها بدورها من قبل الحكومة البريطانية مقابل نفقة اضافية.دفعت بي بي سي لرويترز 350 ألف جنيه إسترليني على مدى أربع سنوات بموجب الخطة.

### 1971:رجال الأمس
إن فيلم "رجال الأمس" هو أول فيلم وثائقي لهيئة الإذاعة البريطانية (BBC) تم بثه لأول مرة في يونيو 1971  حول الوزراء السابقين في حكومة حزب العمل بزعامة هارولد ويلسون والذين كانوا يواجهون الآن معارضة. أثار نهج صانعي البرنامج،بمن فيهم المراسل ديفيد ديمبلبي،غضب ويلسون وحزب العمال الذين رأوا أنه يُظهر تحيزًا صريحًا للمحافظين.وفقًا للتاريخ الرسمي للصفحة الإلكترونية لهيئة الإذاعة البريطانية حول الحادث،فإن السياسيين العماليين "خدعوا فعليًا للمشاركة في برنامج من شأنه أن يسخر منهم". خلال مقابلته الخاصة،سأل ديمبلبي ويلسون،في جزء لم يتم إرساله من لقائهما،عن الأموال التي حصل عليها من مذكراته،وهو سؤال أدى إلى تبادل غاضب بينهما. أراد ويلسون تأجيل البرنامج،لكن تم بثه مع تغييرات طفيفة.

### 1979:بانوراما
في نوفمبر 1979،أظهر بانوراما رجالًا ملثمين من الجيش الجمهوري الأيرلندي يحرسون حاجزًا في طريق كاريكمور. وسحب الجيش وفرقة شرطة أولستر الملكية تعاونهما على الفور وادعى الزعيم الوحدوي جيمس مولينو أن التصوير كان "على الأقل نشاطًا خائنًا". وأصدر محافظو هيئة الإذاعة البريطانية بيانًا ألقى باللوم على فريق بانوراما واعترفوا بأن تصوير الحاجز على طريق الجيش الجمهوري الإيرلندي "يبدو أنه انتهاك واضح للتعليمات الدائمة المتعلقة بالتصوير في أيرلندا". في مجلس العموم،طلب النائب المحافظ تيم إيغار من رئيسة الوزراء،مارغريت تاتشر،"الاتصال بمحافظي البي بي سي للتعبير عن قلقهم البالغ بشأن الطريقة التي يبدو أن فريق بانوراما شجع بها الجيش الجمهوري الأيرلندي على خرق القانون في الشمال." ردت تاتشر أن الحكومة اتصلت بهيئة الإذاعة البريطانية بشأن البرنامج: "يا عزيزي.سيعرف صديق أن هذه ليست المرة الأولى التي تسنح لنا فيها الفرصة لإثارة مسائل مماثلة مع بي بي سي.حق بلدي الشرف.صديق وزير الداخلية وأعتقد أن الوقت قد حان لبي بي سي ترتيب منزلها ".

## 1980-1990

### 1982: حرب الفوكلاند
خلال حرب الفوكلاند،اعتقدت رئيسة الوزراء مارغريت تاتشر وبعض النواب المحافظين أن البي بي سي كانت متوازنة بشكل مفرط بين بريطانيا والأرجنتين،مشيرة إلى "البريطانيين" و"الأرجنتينيين" بدلاً من "قواتنا" و"العدو".
في 2 مايو،خلال تقرير لنيوزنايت،قال بيتر سنو : "حتى يتم إثبات أن البريطانيين إما يخدعوننا أو يخفون الخسائر،يمكننا فقط أن نميل إلى منح المزيد من المصداقية للنسخة البريطانية للأحداث". واشتكى النائب المحافظ جون بيج من أن البرنامج "مسيء بالكامل ويكاد يكون خيانة". وردا على سؤال من بيج في 6 مايو،قالت تاتشر إن "العديد من الناس قلقون للغاية بالفعل من أن قضية قواتنا البريطانية لا يتم طرحها بشكل كامل وفعال.أفهم أن هناك أوقاتًا يبدو فيها أننا والأرجنتينيين نعامل على قدم المساواة تقريبًا وعلى أساس محايد تقريبًا.أفهم أن هناك مناسبات يقول فيها بعض المعلقين أن الأرجنتينيين فعلوا شيئًا ثم فعل "البريطانيون" شيئًا.لا يسعني إلا أن أقول إنه إذا كان الأمر كذلك،فإنه يسبب الإهانة ويثير عاطفة كبيرة بين كثير من الناس ". نشرت صحيفة ذا صن في 7 مايو افتتاحية بعنوان "جرؤ على تسميتها خيانة: هناك خونة في وسطنا" انتقدت فيها سنو.
كما أثارت طبعة 10 مايو من بانوراما (بعنوان "هل يمكننا تجنب الحرب؟") الغضب. في اليوم التالي لبثه،سألت النائبة عن حزب المحافظين سالي أوبنهايم تاتشر في مجلس العموم: "هل تدرك أنه في معظم الأحيان،ولكن ليس كل،كان ذلك مهزلة بغيضة،تخريبية،ومهزلة حيث قام مايكل كوكريل ومراسلو بي بي سي الآخرون بإهانة الحق في حرية التعبير في هذا البلد؟ "  وردت تاتشر: "أشارك القلق العميق الذي أعربت عنه جهات عديدة،لا سيما بشأن محتوى برنامج" بانوراما "مساء أمس.أعرف مدى شعور الكثير من الناس بأن قضية بلدنا لا يتم وضعها بقوة كافية على وجه التحديد - لا أقول كل شيء - برامج البي بي سي.أكد لنا رئيس هيئة الإذاعة البريطانية،وقال بعبارات قوية،أن هيئة الإذاعة البريطانية ليست محايدة بشأن هذه النقطة،وآمل أن يتم الاستماع إلى كلماته من قبل الكثيرين الذين لديهم مسؤوليات للدفاع عن فريق العمل لدينا،الأولاد وشعبنا وقضية الديمقراطية ".
وفقًا لقائد فرقة العمل البحرية البريطانية،ساندي وودوارد،بينما كان البريطانيون يستعدون للهبوط في سان كارلوس،أذاعت خدمة بي بي سي العالمية أن مجموعة مجموعة المعركة ومجموعة البرمائية من فرقة العمل قد انضمتا.كتب وودوارد في وقت لاحق: "كنت آمل أن يظل هذا اللقاء على الأقل سراً عسكرياً إلى ما بعد الهبوط الفعلي،ولكن كما كانت وسائل الإعلام البريطانية دائماً مهتمة بالحقيقة أكثر من اهتمامها بالعواقب على شعبنا.شعرنا بالغضب ". وقال البعض في فرقة العمل إنه "إذا تعرضنا للضرب في الطريق وفقدنا الكثير من الرجال،فيجب توجيه تهمة الخيانة إلى المدير العام لهيئة الإذاعة البريطانية". قبل وقت قصير من الهجوم على أوزة خضراء،بثت بي بي سي أن هجومًا كان وشيكًا وأن الفوج 2 بارا كان على بعد خمسة أميال من داروين.وبحسب وودوارد،"لا يزال هناك من يعتقد أن تقرير بي بي سي كان مسؤولاً بشكل مباشر عن" الكمين "الأرجنتيني الذي قتل فيه العقيد جونز والعديد من الآخرين.وقفت في غرفة العمليات في هيرميس في اليوم الذي أبلغت فيه البي بي سي أعضاء هيئة الإذاعة البريطانية Args بموقفنا وتحملنا،أنا متأكد من أننا جميعًا شعرنا بالمثل ". كتبت تاتشر لاحقًا: "كثير من الجمهور (بما في ذلك نحن) لم يعجبهم موقف [وسائل الإعلام] وخاصة هيئة الإذاعة البريطانية...كان قلقي دائمًا هو سلامة قواتنا ". كما أنها كانت غاضبة من إفصاح البي بي سي عن موقف 2 بارا: "هل يمكن أن يكون هناك جيش في أي وقت كان عليه أن يخوض معاركه ضد تغطية وسائل الإعلام من هذا القبيل؟" 

### 1984: جدل حول "تيار ماجي القتالي"
في يناير 1984،بث برنامج بانوراما بي بي سي "اتجاه ماجي المتشدد" الذي زعم أن عددًا من أعضاء البرلمان المحافظين بما في ذلك ( نيل هاميلتون وهارفي بروكتور وجيرالد هوارث ) لديهم صلات بمنظمات اليمين المتطرف في كل من بريطانيا والقارة.
استند البرنامج إلى تقرير داخلي لحزب المحافظين جمعه فيل بيدلي،رئيس حزب المحافظين الشباب.وأكدت بانوراما وضعها مع نائب كبير لرئيس حزب المحافظين.تم تقديم التقرير رسميًا إلى الحزب في الأسبوع الذي سبق بث البرنامج.أثناء إعداد البرنامج،باءت محاولات الاتصال ببعض النواب للتعليق بالفشل.(وصفت كريستين زوجة هاميلتون فيما بعد كيف أن "نيل وأنا" ابتكرنا طريقة للتأكد من أن العاملين في بانوراما لن يكونوا في وضع يسمح لهم بالقول إن نيل رفض التحدث ".)  تم فحص البرنامج قبل إرساله من قبل محامي بي بي سي،ورئيس تلفزيون شؤون التيارات،والمساعد الرئيسي للمدير العام،مارجريت دوغلاس
رفع اثنان من النواب المذكورين في البرنامج (هاميلتون وهورث) دعوى قضائية ضد بي بي سي وصانعي البرنامج.واستعرض المدير العام،ألاسدير ميلن،المشورة القانونية الخاصة بهيئة الإذاعة البريطانية،ونصيحة مساعديه الرئيسي،وأعلن أن البرنامج "متين للغاية".كما أعطى مجلس المحافظين (رئيس مجلس الإدارة ستيوارت يونغ) دعمه للدفاع عن البرنامج في المحكمة.توفي ستيوارت يونغ في أغسطس 1986،قبل شهرين من تقديم قضية التشهير ضد بانوراما للمحاكمة.تم تعيين رئيس جديد،مارمادوك هاسي،لكنه لم يصل رسميًا إلى بي بي سي عندما بدأت المحاكمة في 13 أكتوبر 1986.ومع ذلك،تحدث هوسي مع المحامي في بي بي سي،تشارلز جراي.يقول هوسي في مذكراته إن "جراي اعتقد أنه من غير المحتمل أن تفوز بي بي سي".يعارض السير تشارلز جراي هذا البيان،قائلاً: "أنا وصديفي اعتقدنا أن القضية يمكن الفوز بها".
أعطيت الأيام الأربعة الأولى من المحاكمة إلى البيانات الافتتاحية من هاميلتون وهوارث ومحاميهم،والتي حظيت بتغطية صحفية واسعة.في مساء اليوم الرابع،أبلغ مساعد المدير العام لبي بي سي آلان بروثيروي الفريق القانوني في بي بي سي والمتهمين المذكورين أن الحكام يرغبون الآن في تسوية القضية على الفور.وقد حال هذا دون عرض دفاع بي بي سي أمام المحكمة أو إعلام الجمهور به.
حصل كل من هاميلتون وهورث على تعويض قدره 25000 جنيه إسترليني.وبلغت التكاليف 240 ألف جنيه إسترليني.لقد أسقطوا قضيتهم ضد فيل بيدلي.

### 1984 تغطية مزورة لإضراب عمال المناجم
قام طاقم من هيئة الإذاعة البريطانية بتصوير لقطات لما يسمى "معركة أورغريف" في 18 يونيو 1984.عندما ظهر هذا في نشرات أخبار البي بي سي في ذلك المساء،تم تحريره وبثه خارج التسلسل الزمني،حيث أظهر زوراً اعتصامًا يرشق الشرطة بالحجارة،ثم نفذت الشرطة بعد ذلك عبوة محمولة.

### 1986: الغارة الليبية جدل
أثار تقرير بي بي سي نيوز في ستة عن الغارة الأمريكية على ليبيا غضب ثاتشر ورئيس حزب المحافظين نورمان تبيت لأنهم اعتقدوا أنها قبلت دعاية الحكومة الليبية حول الخسائر في صفوف المدنيين ولأنها لم تمنح المتحدثين الأمريكيين أو البريطانيين وقتًا على الهواء لشرح مواقف حكومتيهما. أمر تيبيت المكتب المركزي للمحافظين بتجميع ملف عن تقارير بي بي سي ومن ثم تسليمه إلى المحامي اللورد جودمان لانتقاده.اتفق نقد جودمان إلى حد كبير مع نتائج الملف،وفي 30 أكتوبر قدمه تيبيت إلى اللورد بارنيت،قائلاً إن تغطية بي بي سي كانت "مزيجًا من الأخبار والآراء والتكهنات والخطأ والنقل غير النقدي للدعاية الليبية التي تلحق أضرارًا جسيمة بسمعة". رفضت بي بي سي النتائج التي توصلت إليها.

### 1986: جدلالمجتمع السري
في عام 1986،دخل صحفيو البي بي سي في إضراب للاحتجاج على مداهمات الشرطة بحثًا عن دليل على أن مسلسل تلفزيوني على هيئة الإذاعة البريطانية،بعنوان "المجتمع السري"،قد عرض الأمن القومي للخطر.فتشت الشرطة استوديوهات البي بي سي في غلاسكو،اسكتلندا،ومقر لندن للصحفي الاستقصائي دنكان كامبل،ومكاتب نيو ستيتسمان.
في 12 يونيو 1985،عُرض على المراقب في بي بي سي تو،جرايم ماكدونالد،سلسلة من الأفلام الوثائقية من قبل استوديوهات بي بي سي في اسكتلندا بالتزامن مع عرض لهم من دنكان كامبل الذي ظهر عمله سابقًا في مجلة دولة جديدة.كانت البرامج عبارة عن ستة أفلام مدتها نصف ساعة لدونكان كامبل (بحثها وقدمها كامبل وتم إنتاجها وفقًا لمعايير هيئة الإذاعة البريطانية)،والتي سلطت الضوء على "الحقائق المخفية ذات الاهتمام العام الكبير".البرامج الستة هي:
- أولاً: الدستور السري حول لجنة وزارية صغيرة وسرية كانت في الواقع المؤسسة التي حكمت المملكة المتحدة.
- ثانيًا: في زمن الأزمة حول الاستعدادات السرية للحرب التي بدأت عام 1982 داخل كل دولة من دول الناتو.كشف هذا البرنامج ما ستفعله بريطانيا.
- ثالثًا: فجوة في دفاعاتنا حول إفساد الشركات المصنعة للدفاع والمخططين العسكريين غير الأكفاء الذين أفسدوا كل نظام رادار جديد قامت بريطانيا بتثبيته منذ الحرب العالمية الثانية.
- رابعًا: كلنا الآن بيانات عن قانون حماية البيانات لعام 1984.
- الخامس: غير مكتمل - حول رابطة كبار ضباط الشرطة وكيف يتم تحديد سياسة الحكومة وإجراءاتها في مجالات القانون والنظام.
- سادساً: غير مكتمل - بخصوص الاتصالات مع إشارة خاصة إلى الأقمار الصناعية.

بدأ العمل على المسلسل.في أبريل 1986،طُلب من آلان بروثيروي،بالنيابة عن المدير العام لهيئة الإذاعة البريطانية (بي بي سي) ألاسدير ميلن،الإذن بالتحقق من مخبر خاص قال إنه يمكنه الوصول إلى جهاز كمبيوتر في مكتب السجلات الجنائية.تم منح الإذن وتم التصوير.أُبلغت الشرطة واتُهم الرجل لاحقًا بموجب المادة 2 من قانون الأسرار الرسمية لعام 1911.
كان البرنامج السادس سيكشف تفاصيل عن قمر صناعي تجسس سري للغاية،وكان أليسادير ميلن قد قرر بالفعل قطعه عن التشكيلة عندما نشرت صحيفة الأوبزرفر القصة في 18 يناير 1987 تحت عنوان: "بي بي سي هفوة على 500 م جنيه استرليني من أسرار الدفاع ".جنبا إلى جنب مع هذه القصة كان تقريرًا مفاده أن وزارة الداخلية تعتزم تقييد رسوم ترخيص جهاز استقبال البث،مما يعني أن الحكومة قررت فرض رقابة على الصحافة الاستقصائية في بي بي سي.
بعد ذلك بوقت قصير،حظرت الحكومة سلسلة من البرامج على إذاعة بي بي سي الرابعة بعنوان "بلدي صحيح أم خطأ" لأنها ربما كشفت عن أسرار حساسة.وخضع المسلسل للرقابة قبل ساعات قليلة من موعد انطلاقه لأنه تناول قضايا مشابهة للمسلسل التلفزيوني المتعلق بـ "الدولة السرية" البريطانية.ومع ذلك،فقد تم بثه في النهاية بدون تقطيع،بعد أن قررت الحكومة أنه لم يخرق أي قوانين أو يتدخل في الأمن القومي.

## 1990-2000

### 1988-1994: حظر بث شين فين
في 19 أكتوبر 1988،أصدر وزير الداخلية المحافظ دوغلاس هيرد في عهد رئيسة الوزراء مارغريت تاتشر إشعارًا بموجب البند 13 (4) من رخصة واتفاقية بي بي سي وبموجب القسم 29 (3) من قانون البث لعام 1981 إلى هيئة البث المستقلة حظر بث التصريحات المباشرة لممثلي أو أنصار إحدى عشرة منظمة سياسية وعسكرية إيرلندية. استمر الحظر حتى عام 1994،وحرم وسائل الإعلام البريطانية من الحق في بث أصوات،(وليس الكلمات) من جميع الجمهوريين الأيرلنديين والموالين شبه العسكريين،بينما كان الحظر موجهاً في المقام الأول إلى شين فين.
وقد أدى ترهيب الحكومة والقوانين قبل الحظر بالفعل إلى أشكال من الرقابة الذاتية. تسببت مقابلة جيش التحرير الوطني الأيرلندي في يوليو 1979 على قناة بي بي سي الليلة في جدل تورط فيه رئيس الوزراء تاتشر وكانت المرة الأخيرة التي تم فيها سماع مثل هذه المقابلة على التلفزيون البريطاني. صادرت الشرطة فيلم بانوراما 1980 للجيش الجمهوري الإيرلندي أثناء دورية في كاريكمور بموجب قوانين منع الإرهاب في أعقاب احتجاج في البرلمان والصحافة. في عام 1985،تم سحب عدد من سلسلة حياة حقيقية التي تبثها البي بي سي ("على حافة الاتحاد") مؤقتًا تحت ضغط الحكومة.وجد محافظو هيئة الإذاعة البريطانية أنفسهم في صراع مع الإدارة،وأضرب صحفيو المؤسسة عن العمل ليوم واحد.تم نقل البرنامج لاحقًا مع تغييرات طفيفة.
تغطية قناة بي بي سي لقناة شين فين قبل الحظر كانت قليلة.في عام 1988،تم الاستماع إلى شين فين أو مشاهدته على التلفزيون 93 مرة فقط،ولم يكن لديه سوى 17 من 633 مقابلة رسمية مع بي بي سي مقارنة بـ 121 مقابلة مع حزب المحافظين و172 مع شرطة ألستر الملكية والخدمة المدنية،ولم تتم مقابلته مطلقًا في استوديو مثل العديد من المشاركين الآخرين. ومع ذلك،بعد الحظر،كان هناك انخفاض حاد في تغطية شين فين ووجهات النظر الجمهورية،حيث انخفض الظهور التلفزيوني إلى 34 مرة في العام التالي،وغالبًا ما تؤدي التأخيرات والشكوك الناتجة عن الغموض والتعليقات الصوتية والترجمات إلى التغطية.والأفلام التي يتم إسقاطها بالكامل.
بحث رئيس سياسة التحرير في بي بي سي،ريتشارد آير،عن طرق للسماح باستمرار التقارير الإخبارية حول هذا الموضوع،في وقت كانت فيه " الاضطرابات " في أيرلندا الشمالية مسألة ذات أهمية واهتمام كبيرين.وأكد أن الحظر لا يمكن أن يمنع استخدام بي بي سي للممثلين للتحدث بكلمات آدامز والجمهوريين الآخرين.كان التأثير الصافي للحظر هو زيادة الدعاية.

### أكتوبر 1998: جدل حول الكوكايين ريتشارد بيكون
في 18 أكتوبر 1998،كان مقدم البرنامج التلفزيوني للأطفال بلو بيتر،ريتشارد بيكون،في عناوين الأخبار عندما تبين أنه تعاطى الكوكايين.تم إطلاق سراحه من عقده مع بي بي سي على الفور.

## 2001-2010

### 2003-2004: وفاة الدكتور ديفيد كيلي،تقرير هوتون،وتقرير بتلر
في مايو 2003،نقل المراسل الدفاعي لبي بي سي راديو 4 توداي،أندرو جيليجان،عن مسئول حكومي ذكر أن الحكومة البريطانية قامت "تم التحريف به" ملف خاص بأسلحة الدمار الشامل في العراق،ضد رغبات أجهزة المخابرات..وزعم تقرير صحفي أن أليستر كامبل (مدير الاتصالات والاستراتيجية في رئيس الوزراء) هو المسؤول.ونفت الحكومة بشدة هذه المزاعم وأدى ذلك إلى إجراء تحقيق من قبل البرلمان.
تم تسمية عالم وزارة الدفاع،الدكتور ديفيد كيلي،على أنه المصدر المزعوم لمادة الأخبار،مما أدى إلى مصادر رسمية تشير إلى أن الدكتور كيلي لم يكن مصدرًا موثوقًا به.أدى انتحار الدكتور كيلي لاحقًا إلى تصعيد الصراع بين الحكومة وبي بي سي،حيث تلقى كلا الجانبين انتقادات شديدة لدورهما في هذه المسألة.
كان نشر تقرير استعلام هاتون حول وفاة الدكتور كيلي في يناير 2004 بمثابة نقد شديد لأندرو جيليجان،ولعمليات إدارة الشركة ومعايير الصحافة.في أعقاب ذلك،استقال كل من رئيس هيئة الإذاعة البريطانية جافين ديفيز والمدير العام جريج دايك،وتبعهما جيليجان نفسه.اتُهم اللورد هاتون بالفشل في مراعاة العيوب المتأصلة في الصحافة،مع إعطاء الحكومة فائدة الشك حول سلوكها.وصفت أجزاء كبيرة من وسائل الإعلام التقرير بأنه تبرئة.

قام تحقيق ثان أجراه اللورد بتلر أوف بروكويل بمراجعة المعلومات الاستخباراتية عن أسلحة الدمار الشامل وإنتاج الملف.من بين أمور أخرى،خلص تقرير بتلر إلى أن:
"...حقيقة أن الإشارة [إلى مطالبة الـ 45 دقيقة] في التقييم السري قد تكررت في الملف لاحقًا أدت إلى شكوك في أنها أُدرجت بسبب طابعها اللافت للنظر".
يدعي أندرو جيليجان أن تقرير بتلر أكد صحة قصته الأصلية بأن الملف قد "تم التحريف به".

### 2004-2007: تقرير بالين
كافحت بي بي سي لإلغاء حكم أصدرته محكمة المعلومات بأن بي بي سي كانت مخطئة برفضها الإفراج عن تقرير بالين عن تغطيتها للشرق الأوسط بموجب قانون حرية المعلومات لعام 2000 (FOI).يفحص التقرير تغطية بي بي سي للصراع العربي الإسرائيلي.
يوم الجمعة 27أبريل2007،رفضت المحكمة العليا طعن ستيفن شوجر على قرار مفوض المعلومات.ومع ذلك،في 11 فبراير 2009،أعاد مجلس اللوردات (أعلى محكمة في المملكة المتحدة) قرار محكمة المعلومات بالسماح للسيد شوغر باستئناف قرار مفوض المعلومات.يعود الأمر إلى المحكمة العليا للبت في استئناف بي بي سي الإضافي بشأن نقطة قانونية ضد قرار المحكمة.
تضمن البيان الصحفي الذي أصدرته هيئة الإذاعة البريطانية (بي بي سي) عقب حكم المحكمة العليا البيان التالي: "إن إجراء بي بي سي في هذه القضية لا علاقة له بحقيقة أن تقرير بالين كان يتعلق بالشرق الأوسط - كان من الممكن اتباع نفس النهج بغض النظر عن مجال إنتاج الأخبار.كان مغطى." 
تم الإبلاغ عن السيد شوجر بعد نجاحه في مجلس اللوردات قوله: "من المحزن أن هيئة الإذاعة البريطانية شعرت بضرورة إنفاق مئات الآلاف من الجنيهات الاسترلينية من المال العام للقتال لمدة ثلاث سنوات لمحاولة تحميل النظام ضد أولئك الذين يطلبون معلومات من هو - هي.يسعدني جدًا أن مجلس اللوردات قد قرر أن مثل هذا الظلم الواضح ليس نتيجة القانون".
توفي ستيفن شوجر بسبب السرطان في يناير 2011، ولا يزال من غير الواضح ما الذي سيحدث في المعركة القانونية.هناك احتمال أن يتولى شخص ما القضية نيابة عن السيد شوجر.وتقول المحكمة العليا إنها أدرجت القضية مؤقتًا لجلسة استماع أخرى في خريف 2011.

### 2004-2011: الاستعانة بمصادر خارجية من شركة سيمنز
في عام 2004،وافق حكام البي بي سي على صفقة لتعهيد تكنولوجيا المعلومات والاتصالات الهاتفية والبث الخاصة بشركة بي بي سي (التي كان يديرها سابقًا قسم التكنولوجيا الداخلي في بي بي سي) لشركة الهندسة والإلكترونيات الألمانية سيمنز لحلول وخدمات تكنولوجيا المعلومات (SIS).زُعم أن بيع بي بي سي تكنولوجي سيوفر أكثر من 30 مليون جنيه إسترليني من المدخرات لهيئة الإذاعة البريطانية. في يونيو 2007،انتقد تقرير نشرته لجنة الحسابات العامة بمجلس العموم الصفقة،مدعيا أن إدارة بي بي سي قد حذفت 60 مليون جنيه إسترليني من التكاليف المخفية في طلبها إلى مجلس المحافظين وأن الأرباح التي حققتها شركة سيمنز لم تؤخذ في الاعتبار.بلغت المدخرات المسجلة لهيئة الإذاعة البريطانية 22 مليون جنيه إسترليني،أي أقل بنسبة 38٪ من توقعات بي بي سي الأصلية.
تعرضت شراكة بي بي سي مع شركة سيمنز لبعض الصعوبات البارزة،بما في ذلك المشكلات المتعلقة بالتحول على مستوى الشركة إلى نظام الاتصال الهاتفي عبر بروتوكول الإنترنت في عام 2009 ؛  انقطاع كبير في موقع بي بي سي في عام 2011 ؛  وكانت شركة سيمنز هي الشريك التكنولوجي الأصلي في مبادرة الوسائط الرقمية حتى تم إنهاء عقدها في عام 2009 (انظر أدناه). في ديسمبر 2010،استحوذت شركة أتوس و بي بي سي اي تي الفرنسية على الإس آي إس من شركة سيمنز،وتدير أتوس الآن أنظمة البث والموقع الإلكتروني.

### مارس 2007: الاتصال الهاتفيبلو بيتر
تم الكشف عن تزوير مسابقة عبر الهاتف لدعم منظمة اليونيسف،أقامها برنامج الأطفال بلو بيتر في نوفمبر 2006.كان المتصل الفائز في المسابقة في الواقع زائرًا للمجموعة وتظاهر بأنه يتصل من خط خارجي لاختيار جائزة.تم تزوير المنافسة بسبب مشكلة فنية في استقبال المكالمات. كان الجدل بداية لجدل أوسع تم فيه تغريم مذيعين آخرين بتهمة تزوير مسابقات هاتفية.

### مارس 2007: بي بي سي جام
في عام 2006،أطلقت بي بي سي موقعًا تعليميًا مجانيًا للأطفال،بي بي سي جم،والذي تكلف 150 مليون جنيهًا إسترلينيًا.بعد شكاوى من عدد من الموردين التجاريين للبرامج التعليمية من أن بي بي سي كانت تشارك في ممارسات مناهضة للمنافسة من خلال توفير هذه الخدمة مجانًا،أعلنت بي بي سي ترست أنه سيتم تعليق الموقع في انتظار المراجعة. في العام التالي،تقرر عدم إعادة إطلاق الخدمة وإغلاقها بشكل دائم.

### يوليو 2007:عام مع الملكة
في أوائل عام 2007،كلفت هيئة الإذاعة البريطانية ار دي اف ميديا بإنتاج فيلم من وراء الكواليس عن النظام الملكي بعنوان الملكية: العائلة المالكة في العمل لصالح بي بي سي وان.تم عرض مقطورة مدتها 60 ثانية في إطلاق بي بي سي1 للخريف في لندن في 11 يوليو.عرض المقطع الدعائي مقطعين للملكة إليزابيث الثانية؛ واحدة أخبرت فيها المصور آني ليبوفيتز أنها لن تزيل تاجها لجعل المشهد يبدو "ملابس أبسط"،وأخرى قالت فيها الملكة "لن أغير أي شيء.لقد فعلت ما يكفي من خلع الملابس مثل هذا ".
تم تحرير اللقطات في المقطورة خارج التسلسل،مما جعلها تبدو كما لو أن الملكة قد غادرت فجأة جلسة التصوير،بينما في الواقع،أظهرتها اللقطة الثانية وهي تدخل التصوير.وقال بيتر فينتشام،مراقب بي بي سي 1،للصحفيين في حفل الإطلاق،إنه أظهر للعاهل "فقده قليلا وخرج في زحام".
في اليوم التالي،نشرت الصحف والمصادر الإعلامية الأخرى عناوين الصحف التي ذكرت أن الملكة غادرت خلال الجلسة.في 12 يوليو،أصدرت هيئة الإذاعة البريطانية اعتذارًا رسميًا  لكل من الملكة وليبوفيتز.وفي 16 يوليو / تموز،اعترفت مؤسسة ار دي اف ميديا بأنها "مذنبة بارتكاب خطأ جسيم في الحكم"؛ استقال كل من فينشام والمسؤول الإبداعي في ار دي اف ميديا ستيفن لامبرت.
في أكتوبر 2007،أصدرت بي بي سي تقرير تحقيقها في الحادث.وخلص التحقيق إلى أن لا أحد في هيئة الإذاعة البريطانية "شرع عن قصد في تشويه سمعة الملكة أو تحريفها" وأنه لم يكن هناك أي احتمال "بأن التسلسل المضلل كان يمكن تضمينه في الفيلم الوثائقي النهائي الذي ستبثه هيئة الإذاعة البريطانية" ولكن هذا مع ذلك "تكشف الحادثة [محرر] عن أخطاء في التقدير،وممارسات سيئة،وأنظمة غير فعالة أيضًا،بالطبع،باعتبارها المساعدة المعتادة للحظ السيئ الذي غالبًا ما يصاحب مثل هذه الشؤون المؤسفة".

### سبتمبر 2007: القطالأزرق بيتر
عندما حصل برنامج الأطفال بيتر الأزرق على قطة أليف في يناير 2007،أجرى تصويتًا عبر الإنترنت لاختيار اسم للحيوان.في سبتمبر من ذلك العام،تم الكشف عن أن المشاهدين قد اختاروا اسم ملف كوكي،لكن المنتجين غيروا النتيجة إلى ساکس بدلاً من ذلك،مما أدى إلى اتهامات بانتهاك ثقة الجمهور.تم تقديم اعتذار للمشاهدين في وقت لاحق على البرنامج.

### 2008: صف المكالمات الهاتفية في عرض راسل براند
في عرض تم تسجيله في 16 أكتوبر 2008 وتم بثه بعد يومين،أجرى براند عدة مكالمات هاتفية - مع الضيف جوناثان روس - إلى منزل الممثل أندرو ساكس،مدعيا أن العلامة التجارية أقامت علاقات جنسية مع حفيدته جورجينا بيلي،إلى جانب المزيد على ما يبدو اقتراحات بذيئة.أدت التغطية اللاحقة في صحيفة ديلي ميل إلى عدد من الشكاوى،وفي النهاية ترك روس الشركة.

### 2009: رفض بث نداء غزة لجنة الطوارئ للكوارث
في 22 يناير 2009،رفضت هيئة الإذاعة البريطانية (BBC) طلبًا من لجنة الطوارئ للكوارث  (DEC) لفحص نداء مساعدات يهدف إلى جمع الأموال للمساعدة في جهود الإغاثة في أعقاب الأعمال العدائية الأخيرة في قطاع غزة.
خرجت مظاهرة عامة خارج دار الإذاعة في 24 يناير مع هجوم الوزير السابق توني بين على القرار في مقابلة على بي بي سي نيوز 24،حيث قرأ خطاب الاستئناف،وزعم أن الحكومة الإسرائيلية كانت تمنع بث الاستئناف.
ذكرت صحيفة الغارديان أن بي بي سي واجهت تمردًا من صحفييها بشأن هذه القضية،وأنهم تعرضوا للتهديد بالفصل إذا تحدثوا. ووصفت الصحيفة في افتتاحيتها رفض بث الاستئناف بأنه "موقف حزبي" وخطأ في الحكم.
بعد أربعة أيام من رفض بي بي سي،بثت قناة آي تي في والقناة الرابعة والخامسة الاستئناف كما هو في 26 يناير.كما بثت البي بي سي مقتطفات جوهرية من الاستئناف في برامجها الإخبارية التلفزيونية.
تعرض قرار بي بي سي لانتقادات عبر الطيف السياسي بما في ذلك من كبار السياسيين مثل نيك كليج ودوغلاس ألكسندر وهازل بليرز وشخصيات عامة مثل رئيس أساقفة يورك  وكانتربري، على الرغم من دعمه من قبل عدد قليل من المعلقين مثل دومينيك لوسون.
في 25 يناير 2009،أيد وزير الدولة للتنمية الدولية آنذاك،دوغلاس ألكسندر،النداء الذي قال لشبكة سكاي نيوز: "إن مناشدتي أكثر مباشرة.الناس يعانون الآن،مئات الآلاف من الناس يفتقرون إلى الضروريات الأساسية للحياة.هذا بالنسبة لي هو حالة مباشرة للغاية وآمل بصدق أن يرد الشعب البريطاني بكرم مميز ".
قدم النائب ريتشارد بوردن اقتراحا في وقت مبكر يدعو بي بي سي لفحص الاستئناف الذي حظي بتأييد 112 نائبا. في غضون ذلك،اشتكى نائب آخر من حزب العمل،جيرالد كوفمان،من "ضغوط سيئة" على هيئة الإذاعة البريطانية من قبل جماعات الضغط الإسرائيلية.لكن مارك طومسون،المدير العام لهيئة الإذاعة البريطانية،نفى أن يكون القرار بسبب الضغط الإسرائيلي. تم توجيه الشكاوى إلى بي بي سي بشأن القرار إلى مدونة مارك طومسون. أفاد برنامج نیوزنایت في بي بي سي أن بي بي سي قد تلقت أكثر من 15000 شكوى بالإضافة إلى 200 خطاب دعم.
بعد بث الاستئناف على القناة الرابعة في 26 يناير 2009،استقال نياز علم من منصبه كعضو خارجي في اللجنة الاستشارية للاستئناف في بي بي سي احتجاجًا  على تفسير بي بي سي لرفضها بث الاستئناف،بعد أن أعطت التغطية الإخبارية الانطباع بأن كانت هذه اللجنة بأكملها طرفًا في القرار.
نُشرت نسخة من خطاب استقالته، في مجلة العين الخاصة، للدفاع عن حيادية توصية لجنة طوارئ الكوارث وانتقاد رفض بي بي سي لبث الاستئناف.كما عارضت الرسالة أيضًا منطق تبرير منع الاستئناف على أساس الحياد من خلال الإشارة إلى أن "المنطق النهائي لسياسة تجنب الطعون الناشئة عن النزاعات المثيرة للجدل سياسيًا هو أن تتجاهل هيئة الإذاعة البريطانية الأزمات الإنسانية الكبرى".
كتب الصحفي والمذيع بيتر أوبورن وقدم إصدارًا من رسائل القناة الرابعة بعنوان "داخل اللوبي الإسرائيلي في بريطانيا"، والذي ظهر فيه هذا الجدل باعتباره جزءًا صغيرًا في النهاية،عندما ناقش رفض بي بي سي بث نداء غزة 2009 لجنة الطوارئ للكوارث مع نياز علم.
ذكرت بي بي سي ترست في وثيقة "قرار بي بي سي ترست" بشأن الاستئناف أن "مدير بي بي سي قد تلقى حوالي 40 ألف شكوى بشأن قرار المدير العام". أكدت الرئيسة التنفيذية للعمليات في بي بي سي،كارولين طومسون،على ضرورة البث "دون التأثير على تصور الجمهور لحيادنا أو المساس به" وأنه في هذه الحالة،كانت "مشكلة حقيقية".
نداء غزة لعام 2009 هو المناسبة الوحيدة التي يُعرف فيها أن هيئة الإذاعة البريطانية رفضت طلب بث استئناف من لجنة الطوارئ للكوارث.
تم الإبلاغ عن نداء لجنة الطوارئ للكوارث غزة لعام 2009 الذي تم فحصه فقط من قبل القناة الرابعة وجمعت قناة ITV 8.3 مليون جنيه إسترليني. في أغسطس 2014،بثت هيئة الإذاعة البريطانية (BBC) نداءً جديدًا من لجنة الطوارئ للكوارث لمساعدة الناس في غزة، دون جدل مماثل،حيث جمعت 16 مليون جنيه إسترليني على مدار عامين.

### 2009: ظهور وقت سؤال الحزب الوطني البريطاني
بعد الأداء المحسن للحزب الوطني البريطاني في الانتخابات الأوروبية لعام 2009،غيرت هيئة الإذاعة البريطانية (BBC) موقفها المثير للجدل بشأن ظهور حزب الوطني البريطاني في البرنامج الحواري الرائد للشؤون الجارية،وقت السؤال،ودعت زعيم الحزب نيك غريفن للظهور في نسخته من 22 أكتوبر 2009.كما اضطرت هيئة الإذاعة البريطانية (بي بي سي) إلى بث البرامج السياسية الحزبية التي يبثها الحزب الوطني البنغلاديشي.

### 2008-2013: مبادرة الإعلام الرقمي
في عام 2008،أطلقت بي بي سي مبادرة الوسائط الرقمية (DMI)،وهو برنامج تقني يهدف إلى تبسيط عمليات البث من خلال الانتقال إلى سير عمل إنتاج رقمي بالكامل بدون أشرطة بتكلفة 81.7 مليون جنيه إسترليني.كان من المتوقع أن تحقق وفورات في التكاليف لهيئة الإذاعة البريطانية بحوالي 18 مليون جنيه إسترليني.تم التعاقد مع مبادرة الوسائط الرقمية مع مزود خدمات التكنولوجيا سيمنز مع استشارة ديلويت.
ارتفعت تكاليف المشروع بعد عدد من المشاكل الفنية والتأخير،وفي عام 2009 أنهت هيئة الإذاعة البريطانية العقد مع شركة سيمنز. قدرت خسائر هيئة الإذاعة البريطانية بـ 38.2 مليون جنيه إسترليني، تم تعويضها جزئيًا بتسوية بقيمة 27.5 مليون جنيه إسترليني دفعتها شركة سيمنز،تاركة خسارة قدرها 10.7 مليون جنيه إسترليني لهيئة الإذاعة البريطانية.تعرضت بي بي سي لانتقادات من قبل مكتب التدقيق الوطني في المملكة المتحدة في عام 2011 بسبب تعاملها مع المشروع.
في عام 2009،قامت هيئة الإذاعة البريطانية (BBC) بإحضار مشروع مبادرة الوسائط الرقمية داخليًا وبدأت العمل على نظام رقمي يعرف باسم وابریک. أعلن اللورد هول،المدير العام لبي بي سي،في أواخر مايو 2013 أنه سيتم التخلي عن المشروع بعد أن وصلت التكاليف إلى 98 مليون جنيه إسترليني.

### 2009-2012: مطالبات دينيس آفي
في 29 نوفمبر 2009،بثت قناة بي بي سي الإخبارية مزاعم دنيس آفي بأنه هرب نفسه إلى معسكر اعتقال مونوفيتز في عام 1944.تم تقديم هذه الادعاءات كحقيقة على موقع البي بي سي  وأصبحت موضوع الكتاب الأكثر مبيعًا الرجل الذي اقتحم أوشفيتز،الذي شارك في تأليفه آفي والصحفي في بي بي سي روب برومبي.أثارت مزاعم آفي جدلًا كبيرًا،وتم استجوابها في عدد من الصحف. تعرضت هيئة الإذاعة البريطانية (بي بي سي) لانتقادات لأنها أذاعتها وللترويج للكتاب. اعترفت بي بي سي في وقت لاحق بالجدل في برنامج لاحق.

### 2009-2014: النساء في عروض اللجنة
في عام 2009،صرحت الممثلة والممثلة الكوميدية فيكتوريا وود أن عروض لوحة بي بي سي يهيمن عليها الذكور بشكل كبير،ويشارك فيها "الكثير من الرجال يتصدرون بعضهم البعض".
في فبراير 2014،قال المدير التنفيذي للتلفزيون داني كوهين إنه لن يكون هناك بعد الآن أي عروض لوحية كوميدية ذكورية على بي بي سي ويجب أن تحتوي جميع العروض على امرأة.

## 2010-2019

### 2010: مزاعم الأسلحة تسيء إلى بوب جيلدوف وإثيوبيا وأفريقيا
في مارس 2010،واجه بوب جيلدوف أندرو مار في تقرير لهيئة الإذاعة البريطانية يزعم أن الحكومة الإثيوبية استخدمت الأموال التي تم جمعها للمجاعة لدفع ثمن الأسلحة.أبلغ جيلدوف و باند ايد تورست هيئة الإذاعة البريطانية عن الحادث. أعلنت وكالة التنمية المعونة المسيحية أنها ستقدم شكوى إلى بي بي سي ترست. ووصف السفير الإثيوبي في المملكة المتحدة برهانو كيبيدي ذلك بأنه "وصمة عار" و"تقرير سخيف" وقال إن بي بي سي "دمرت مصداقيتها في إفريقيا" من خلال تقديم مثل هذه المزاعم. وقال جيلدوف إنها ستكون "مأساة" إذا رفض البريطانيون التبرع بالمال بسبب مزاعم هيئة الإذاعة البريطانية.
أعلنت بي بي سي في البداية أنها تقف إلى جانب تقريرها وزعمت أن لديها أدلة تدعم موقفها. أُجبرت بي بي سي على بث سلسلة من الاعتذارات في تشرين الثاني (نوفمبر) 2010 بعد أن أدركت أنها لا تملك أدلة كافية على إنفاق أي أموال على الأسلحة،مستندة في الكثير من الادعاءات التي لا أساس لها من الصحة إلى تقرير لوكالة المخابرات المركزية الأمريكية أخفقت في التشكيك فيه.كما اعتذرت لغيلدوف عن ادعائها أنه رفض الرد على قصتها الملفقة،حيث قال جيلدوف إن البي بي سي ألحقت أضرارًا كبيرة بالحملات الخيرية. قال السيد جيلدوف أيضًا إن "الضرر المروع" قد تسببت به هيئة الإذاعة البريطانية.

### 2007-2011: اتهامات بالتمييز على أساس العمر والتمييز على أساس الجنس
اتُهمت بي بي سي بالتمييز على أساس العمر والتمييز على أساس الجنس عندما تم إقالة مقدمة الأخبار مويرا ستيوارت (55) - أول مذيعة أخبار تلفزيونية سوداء - في أبريل 2007 بعد أكثر من عقدين من التقديم،على الرغم من السماح للعديد من المذيعين الذكور في مواقف مماثلة بالاستمرار في حياتهم. في تشرين الثاني (نوفمبر) 2008،تم طرد أربع مقدمات من برنامج کانتری فایل (ميكايلا ستراشان،شارلوت سميث،ميريام أورايلي وجولييت موريس)،جميعهن في الأربعينيات والخمسينيات من العمر،من العرض.
عادت القضية في يوليو 2009،عندما تم استبدال مصممة الرقصات المسرحية السابقة أرلين فيليبس (66) على لوحة اکیدا بیا رقص من قبل أليشا ديكسون،نجمة البوب نصف عمرها. الرجال في العرض هم لين جودمان (65)،برونو تونيولي (53)،كريج ريفيل هوروود (44)،بروس فورسيث (81).
زعمت مقدمة برنامج کانتری فایل السابقة ميريام أورايلي أنها "تم تحذيرها من التجاعيد"، وفازت بمحكمة توظيف ضد الشركة على أساس التمييز ضد المرأة والإيذاء - ولكن ليس التحيز الجنسي. مع وجود نساء كبيرات أخريات أسقطن من قبل بي بي سي،زعمت جوان باكويل أن سياسة بي بي سي كانت "تضر بمكانة النساء الأكبر سنا في المجتمع"،في حين قال زعيم الحزب الديمقراطي الليبرالي السابق مينزيس كامبل إن بي بي سي مهووسة بثقافة الشباب وتفكيرها سطحي.

### 2010-2011:کیوو تسوتومو ياماجوتشي
في كانون الأول (ديسمبر) 2010،بثت هيئة الإذاعة البريطانية حلقة من مسابقة برنامجها التلفزيوني کیو حيث ألقى أعضاء الفريق نكاتًا أثناء مناقشة حول تسوتومو ياماجوتشي،الذي نجا من القصفين الذريين لهيروشيما وناغازاكي في أغسطس 1945. كان ياماغوتشي قد مات في وقت سابق من ذلك العام فقط. كتبت السفارة اليابانية في لندن رسالة شكوى إلى بي بي سي حول محتوى برنامجها المسابقات بعد أن تم تنبيهها بالمحتوى المسيء عندما اتصل المشاهدون في اليابان بالموظفين الدبلوماسيين. كما أوضحت ابنة ياماغوتشي مدى استيائها من التعليقات التي تم بثها على بي بي سي. وقالت إن بريطانيا،باعتبارها قوة نووية،ليس لها الحق في أن "تنظر باستخفاف" إلى والدها.
في يناير 2011،أصدرت هيئة الإذاعة البريطانية (بي بي سي) اعتذارًا عن "أي إهانة سببها" الحادث لليابان،معترفة "بحساسية الموضوع للمشاهدين اليابانيين". في فبراير 2011،ألقت هيئة الإذاعة البريطانية باللوم على "قوة الشعور" في اليابان بعد بث نكتة القنبلة الذرية لإلغاء تصوير جزء من فيلمها الوثائقي بلند ورد في اليابان. كان من المقرر تقديم الفيلم الوثائقي من قبل ستيفن فراي،مضيف کیو.

### 2011: تعليقاتتوب جيرعلى المكسيك
في 30 كانون الثاني (يناير) 2011،بثت هيئة الإذاعة البريطانية حلقة من برنامجها التلفزيوني الخاص بالسيارات "توب جير" أشار خلالها مقدمو العروض إلى المكسيكيين على أنهم "كسول" و"عديم الفائدة" وأن الطعام المكسيكي "مريض". تسبب البث في العديد من الشكاوى في المكسيك،بما في ذلك في الصحف والمواقع الإلكترونية،في حين تم النظر في اقتراح اللوم في مجلس الشيوخ المكسيكي وتلقى موقع بي بي سي الناطق بالإسبانية بي بي سي موندو احتجاجات. أعرب جيريمي كلاركسون،أحد المقدمين،عن شكه في أنه ستكون هناك أي شكاوى ضدهم،حيث زعم أن السفير المكسيكي سيكون نائمًا.
ووصف نواب بريطانيون التعليقات بأنها "جاهلة ومهينة وعنصرية"،ودعوا هيئة الإذاعة البريطانية للتعبير عن الأسف. كما طلب سفير المكسيك في لندن من هيئة الإذاعة البريطانية قولها إنها تأسف للتعليقات "المسيئة والمعادية للأجانب والمذلة". قامت الشركة القانونية التي تابعت سابقًا وسائل الإعلام في قضية شيلبا شيتي التي تنطوي على تعليقات في الأخ الأكبر بإشراك العملاء في القضية.
ثم قدمت بي بي سي اعتذارًا،على الرغم من أنها زعمت عدم وجود "نزعة انتقامية" في التصريحات وأنها كانت مجرد جزء من الكوميديا القائمة على الصور النمطية التي تبنتها المنظمة،مثل عندما "تطلق النكات حول عدم تنظيم الإيطاليين وأكثر من دراماتيكية،الفرنسيون متعجرفون والألمان مفرطون في التنظيم".

### لقطات وهمية لعمالة الأطفال في بنغالور
قام برنامج الشؤون الجارية الأسبوعي البانوراما الذي يبث على قناة بي بي سي البالغ من العمر 50 عامًا ببث فيلم وثائقي يدعي أن موردي بريمارك في بنغالور،وهو تاجر تجزئة ناجح للغاية وله 220 متجرًا في جميع أنحاء أوروبا،كانوا يستخدمون عمالة الأطفال في إنتاجهم في عام 2008.تم العثور على هذا الادعاء غير صحيح واعتذرت بي بي سي ل بريمارك معترفة بخطئها.رداً على احتجاج بريمارك،أقرت بي بي سي في تقرير من 49 صفحة أن لقطات ثلاثة أولاد يعملون في استكمال الملابس لشركة بريمارك كانت "على الأرجح" غير حقيقية بعد تحقيق داخلي استمر ثلاث سنوات.

### كأس الأمم الأوروبية 2012 في بولندا وأوكرانيا
خلال بطولة كأس الأمم الأوروبية لكرة القدم 2012 في بولندا وأوكرانيا،بث برنامج بي بي سي للشؤون الجارية بانوراما يورو 2012: ملاعب الكراهية،والتي ناقشت العنصرية في الرياضة.وتضمنت لقطات حديثة لمؤيدين يرددون شعارات مختلفة معادية للأجانب وعروضًا لرموز القوة البيضاء واللافتات في بولندا،بالإضافة إلى التحية النازية وضرب عدد قليل من سكان جنوب آسيا في أوكرانيا. تم التعليق على الفيلم الوثائقي على نطاق واسع في الصحافة البريطانية،ولكن تم انتقاده لاحقًا لكونه أحادي الجانب وإثاريًا وغير أخلاقي.وكان من بين النقاد وسائل إعلام بريطانية أخرى ونشطاء بولنديون مناهضون للعنصرية وزعماء الجالية السوداء واليهودية في بولندا.كما أعرب سياسيون وصحفيون بولنديون وأوكرانيون ومشجعون بريطانيون يزورون بولندا وأوكرانيا وغاري لينيكر عن مخاوف مماثلة بشأن البث.
قال المدير التنفيذي لمركز الجالية اليهودية في كراكوف،جوناثان أورنستين،وهو مصدر يهودي استخدم في الفيلم: "أنا غاضب من الطريقة التي استغلتني بها البي بي سي كمصدر.استخدمت المنظمة أنا والآخرين للتلاعب بالموضوع الجاد لمعاداة السامية من أجل أجندتها المثيرة...خدعت البي بي سي عن عمد جمهورها - الشعب البريطاني - من خلال اختلاق قصة رعب كاذبة عن بولندا.وبذلك،تنشر البي بي سي الخوف والجهل والتحيز والكراهية.إنني منزعج بشدة من هذا الشكل غير الأخلاقي من الصحافة." 
وذكرت صحيفة الغارديان: "مصادر أخرى تقدمت لتقول إن مقابلة مع لاعب إسرائيلي يهودي قطعت أيضا من البرنامج لأنه فشل في تأكيد أطروحة بانوراما حول" معاداة السامية ".وأجرت بي بي سي مقابلة مع لاعب خط الوسط أفيرام باروشيان الذي يلعب لفريق بولونيا وارسو البولندي.وقال مصدر كان حاضرا إن صحفيي بانوراما اشتكوا بعد ذلك من أن المقابلة كانت "غير مجدية".بانوراما تنفي ذلك بشدة.
على الرغم من تحذير البي بي سي،فإن مشجعي بولندا وأوكرانيا لم يظهروا مواقف عنصرية.لكن بحلول نهاية البطولة،تم تغريم أربع دول أخرى من قبل الاتحاد الأوروبي لكرة القدم بسبب الأنشطة العنصرية لمشجعيها: ألمانيا وإسبانيا وكرواتيا وروسيا.

### يونيو 2012: تغطية اليوبيل الماسي
اجتذبت التغطية التلفزيونية الحية التي تبثها هيئة الإذاعة البريطانية BBC ملكة الملكة اليوبيل الماسي نهر التايمز في 3 يونيو 2012 بعض الانتقادات في وسائل الإعلام،وبحسب ما ورد تلقت المؤسسة أكثر من 4500 شكوى من الجمهور حول البث. وتركز النقد على الأسلوب "غير الرسمي" للعرض الذي اعتبره بعض المعلقين متدنياً للغاية بالنسبة لمناسبة ملكية.يعتقد بعض المراجعين أن مقدمي بي بي سي قد ركزوا كثيرًا على إجراء مقابلات مع المشاهير وأنهم لم يكونوا مستعدين بشكل كافٍ لإضافة عمق إلى التعليق التليفزيوني.
رأى الممثل والكاتب ستيفن فراي أن التغطية كانت "مملة بشكل مخدر للعقل"، وأعربت مقدمة إذاعة بي بي سي سو ماكجريجور عن خيبة أملها لأن التغطية فشلت في توفير سياق تاريخي كافٍ للمشاهدين. انتقدت الحائزة على جائزة الشاعر كارول آن دافي  والملحن جافين غريناواي  علنًا عدم وجود تغطية تلفزيونية للموسيقى التي تم تكليفها خصيصًا لهذا الحدث.دافع المدير الإبداعي لبي بي سي آلان ينتوب عن تغطية بي بي سي،مشيرًا إلى معدلات قبول الجمهور العالية،وهنأ المدير العام لهيئة الإذاعة البريطانية مارك طومسون موظفي بي بي سي على عملهم في البث.

### أكتوبر 2012: فضيحة إساءة جيمي سافيل
في أوائل أكتوبر 2012،تبين أن تحقيق نیوزنایت في مزاعم الاعتداء الجنسي من قبل الراحل جيمي سافيل قد تم تأجيله قبل وقت قصير من موعد بثه. في 11 أكتوبر،وجه جورج إنتويستل،المدير العام لهيئة الإذاعة البريطانية،رئيس هيئة الإذاعة البريطانية في اسكتلندا،كين ماكواري،لبدء تحقيق في سبب إلغاء هذا البرنامج، كما أعلن عن تحقيق في سياسة حماية الطفل في بي بي سي،وأخرى في الثقافة السائدة داخل القسم،لا سيما في وقت توظيف سافيل.
في 23 أكتوبر 2012،ظهر شراك أمام لجنة الثقافة والإعلام والرياضة للإجابة على الأسئلة بعد الكشف عن أن سافيل قد أساء إلى الأطفال في ممتلكات بي بي سي أثناء عمله في بي بي سي.عندما سئل رئيس اللجنة جون ويتينغديل عما إذا كانت سمعة بي بي سي فيما يتعلق بالثقة والنزاهة معرضة للخطر،ذكر شراك أن مزاعم إساءة معاملة الأطفال في بي بي سي "مسألة خطيرة للغاية". أفاد تحقيق بانوراما عما اعتبروه حلقة شاذة للأطفال ربما كانت تعمل لمدة 20 عامًا على الأقل،وربما لمدة 40 عامًا،ووصف محرر الشؤون العالمية في بي بي سي جون سيمبسون الأمر بأنه "أكبر أزمة في بي بي سي منذ أكثر من 50 عامًا".
في 12 نوفمبر / تشرين الثاني،أعلنت هيئة الإذاعة البريطانية أن مديرة الأخبار هيلين بوادين "تتنحى"،مع نائبها ستيف ميتشل،قبل نتيجة التحقيق في مزاعم سافيل المتعلقة بإساءة معاملة الأطفال. تم نشر تقرير نيك بولارد حول رفوف تقرير نيوزنايت عن ساويل في عام 2011 في 19 ديسمبر 2012.وخلصت إلى أن قرار إسقاط التقرير الأصلي كان "معيبًا"،لكنه لم يتم لحماية البرامج المعدة كتحية لسافيل.انتقد تقرير بولارد جورج إنتويستل لفشله على ما يبدو في قراءة رسائل البريد الإلكتروني التي تحذره من "الجانب المظلم" لسافيل، وذكر أنه بعد أن أصبحت المزاعم ضد سافيل علنية في النهاية،سقطت بي بي سي في "مستوى من الفوضى والارتباك [الذي]" كان أكبر مما كان واضحًا في ذلك الوقت". أعلنت بي بي سي أنه سيتم استبدال محرر نيوزنايت بيتر ريبون ونائب رئيس التحرير ليز جيبونز،وأن نائب مدير الأخبار ستيف ميتشل قد استقال،لكن هيلين بوادين ستعود إلى دورها.
في 21 كانون الثاني (يناير) 2013،نشر موقع بي بي سي نيوز قصة كشفت أن بي بي سي تلقت 216 شكوى لقناة أطفالهم سي بيبيز بعد أن عرضت تكرارًا لبرنامج أطفال تم إلغاؤه يسمى توينيز في اليوم السابق،والذي أظهر شخصية تنتحل شخصية جيمي سافيل من خلال ارتداء شعر مستعار أشقر،يحاكي لهجة سافيل ويستخدم عبارة سافيل التي تحمل شعار "الآن بعد ذلك،يا شباب وبنات".وقالت هيئة تنظيم صناعة الاتصالات الحكومية " أوفكوم " إنها تلقت "عشرات" الشكاوى كذلك.تم إجراء الحلقة في عام 2001،قبل أكثر من عقد من ظهور الفضيحة،وانتهى البرنامج من الإنتاج بالكامل في عام 2003.وردت بي بي سي بما يلي:
"بثت سيبيبيس هذا الصباح حلقة مكررة من سي بيبيز،تم إنتاجها في الأصل في عام 2001،تظهر فيها شخصية ترتدي زي دي جي تنتحل شخصية جيمي سافيل.لن يتكرر هذا البرنامج ونحن نأسف بشدة لأي مخالفة." 

### نوفمبر 2012: اللورد ماكالبين متورط زوراً في فضيحة إساءة معاملة الأطفال
في أعقاب فضيحة جيمي سافيل،حققت نيوزنايت في فضيحة إساءة معاملة الأطفال في شمال ويلز.في 2 نوفمبر 2012،تم الإبلاغ عن مقيم سابق في منزل الأطفال برين إستين في نيوزنايت مدعيا أن سياسيًا محافظًا بارزًا،ولكن لم يذكر اسمه،قد اعتدى عليه جنسياً خلال السبعينيات. انتشرت الشائعات من قبل مستخدمي تويتر ووسائل التواصل الاجتماعي الأخرى التي حددت هوية السياسي.بعد أن أبلغت صحيفة الغارديان عن حالة محتملة لخطأ في تحديد الهوية، أصدر اللورد ماك ألبين إنكارًا قويًا لكونه متورطًا بأي شكل من الأشكال،مؤكدًا أن المزاعم كانت كاذبة تمامًا وتشهيرية خطيرة. اعتذر المتهم دون تحفظ،معترفًا أنه بمجرد أن رأى صورة الفرد،أدرك أنه كان مخطئًا. كما اعتذرت البي بي سي.
ومع ذلك،بدأ ماكالبين الذي قدمت الادعاءات بشأنه،إجراءات قانونية ضد المذيعين الذين قدموا مزاعم عنه، في النهاية استقروا بمبلغ 185.000 جنيه إسترليني من BBC و125.000 جنيه إسترليني من ITV. في قضية تشهير لاحقة،تمت مقاضاة سالي بيركو،زوجة جون بيركو،رئيس مجلس العموم،بتهمة التشهير فيما يتعلق بنشرها على Twitter الذي أطلق عليه اسم ماكالبين.في أعقاب حكم المحكمة العليا لصالح المدعي،حيث تبين أن تعليق بيركو كان تشهيريًا،دفعت تعويضات غير معلنة لشركة ماكالبين.
أدى قرار بث تقرير "نيوزنايت" دون الاتصال بموضوعه إلى مزيد من الانتقادات لهيئة الإذاعة البريطانية،واستقالة مديرها العام جورج إنتويستل في 10 نوفمبر.

### يوليو 2013: مكافآت المسؤولين التنفيذيين
حظيت مدفوعات إنهاء الخدمة الكبيرة الممنوحة للمديرين التنفيذيين في بي بي سي المغادرين باهتمام وسائل الإعلام على نطاق واسع في عام 2013 عندما أجرى مكتب التدقيق الوطني تحقيقًا في رواتب الإدارة العليا في هيئة الإذاعة البريطانية.كانت هذه الممارسة مستمرة لعدد من السنوات.ومن بين كبار المديرين التنفيذيين الذين تم انتقاد مدفوعاتهم: مديرة العمليات كارولين طومسون،التي تلقت ما مجموعه 680.400 جنيه إسترليني عند مغادرتها في عام 2011 ؛ نائب المدير العام مارك بايفورد الذي غادر أيضًا بي بي سي في عام 2011،وحصل على 949 ألف جنيه إسترليني ؛ الرئيس التنفيذي لشركة بي بي سي العالمية جان اسمیت الذي حصل على إجمالي 1،031،000 جنيه إسترليني في عام 2011 (عاد لاحقًا 205،000 جنيه إسترليني) ؛ جورج إنتويستل الذي ترك منصب المدير العام بعد 54 يومًا فقط من أزمة سافيل،وتلقى مبلغًا قدره 511500 جنيه إسترليني ؛ ورولي كيتنغ،رئيس أرشيف بي بي سي،الذي حصل على 375 ألف جنيه إسترليني كمكافأة نهاية الخدمة في عام 2012 (سددها لاحقًا بالكامل).وانتقدت مارجريت هودج،رئيسة لجنة الحسابات العامة،هذه الممارسة ووصفتها بأنها "إهدار شائن لأموال دافعي رسوم الترخيص".بعد تعيينه في منصب المدير العام،أدخل اللورد هول حدًا أقصى قدره 150 ألف جنيه إسترليني على مدفوعات إنهاء الخدمة. صرح مارك طومسون للجنة العمل السياسي أن المدفوعات قد تمت الموافقة عليها بالكامل من قبل بي بي سي ترست.

### سبتمبر 2014: تغطية حملة الاستقلال الاسكتلندية
في 14 سبتمبر 2014،تظاهر آلاف المتظاهرين أمام مقر هيئة الإذاعة البريطانية في اسكتلندا في غلاسكو،متهمين المؤسسة ومحررها السياسي نيك روبنسون ببث "الأكاذيب" والتحيز ضد حملة " نعم اسكتلندا ". طالب المتظاهرون بإقالة روبنسون. لم تكن حملة "نعم" هي نفسها منخرطة في المظاهرة.كما اشتكى المتظاهرون لاحقًا من عدم بث تغطية التظاهرة من قبل هيئة الإذاعة البريطانية.
وافق أليكس سالموند،الوزير الأول في اسكتلندا وزعيم الحزب الوطني الاسكتلندي،على وجهة النظر القائلة بأن هيئة الإذاعة البريطانية متحيزة لصالح الإبقاء على الاتحاد.ومع ذلك،في مقابلة أجريت بعد مواجهته مع روبنسون،قال إنه يعتقد أن ذلك كان خطأ موظفي بي بي سي في لندن وليس بي بي سي اسكتلندا نفسها.
راقب البروفيسور جون روبرتسون وفريق من جامعة غرب اسكتلندا البث الإخباري لقناة BBC وITV حتى سبتمبر 2013 لدراستهم الإنصاف في السنة الأولى.ووجد التقرير أن هيئة الإذاعة البريطانية كانت متحيزة ضد حملة "نعم" في مسائل البث،وتسلسل الأخبار،وانتشار الأخبار السيئة،والعرض المضلل للمصادر على أنها محايدة.

### مارس 2015: عقد جيريمي كلاركسون
في 11 مارس 2015،أوقفت بي بي سي جيريمي كلاركسون بعد مشاجرة مع منتج. وثبت فيما بعد أن كلاركسون،في "شجار"،قام بضرب المنتج أويسين تيمون خلال جدال حول ترتيبات تقديم الطعام في فندق طاقم إنتاج توب جير. حصل التماس على موقع change.org لإعادة كلاركسون إلى منصبه على أكثر من مليون موقع قبل تسليمه إلى بي بي سي.
في 25 مارس 2015،أعلنت هيئة الإذاعة البريطانية أن عقد توب جير مع جيريمي كلاركسون لن يتم تجديده وأنه سيتم إسقاطه من البرنامج. بعد تحقيق داخلي،اتخذ توني هول،المدير العام لهيئة الإذاعة البريطانية القرار النهائي. قاد هذا التطور مقدمو توب جير الآخرين،ريتشارد هاموند وجيمس ماي،إلى دعم كلاركسون من خلال ترك توب جير بأنفسهم (من خلال السماح لعقود بي بي سي الخاصة بهم بالانتهاء في نهاية شهر مارس دون تجديد).

### كانون الثاني (يناير) 2016: استقالة منسقة على الهواء لستيفن داوتي
في كانون الثاني (يناير) 2016،قام الفريق الذي يقف وراء برنامج ديلي بوليتيكس في بي بي سي بتنسيق استقالة على الهواء للسياسي العمالي ستيفن داوتي قبل وقت قصير من بدء أسئلة رئيس الوزراء.كتب محرر إخراج البرنامج،أندرو ألكساندر،منشور مدونة (تم حذفه لاحقًا) لموقع بي بي سي على الويب يشرح كيفية حدوث ذلك.كتب ألكساندر: "علمنا أن استقالته قبل اجتماعات أسئلة رئيس الوزراء ستكون لحظة دراماتيكية ذات تأثير سياسي كبير".وأكد توقيت الإعلان أن زعيم حزب العمال جيريمي كوربين قد فوجئ. أبرمت المحرر السياسي في بي بي سي نيوز لورا كوينزبرغ الصفقة مع داوتي قبل التصوير،على الرغم من أنه بدا للمشاهدين أن الاستقالة لم تكن مخططة.قام طاقم الكاميرا بتصوير باسل وكوينسبيرغ عند وصولهما إلى الاستوديو معًا قبل الإعلان، ليتم بثه لاحقًا في نشرات الأخبار.

### 2017 و 2018: جدل حول الفجوة في الأجور بين الجنسين
في يوليو 2017،استجابة لطلب من حكومة المملكة المتحدة كشرط لميثاقها الملكي الجديد، نشرت بي بي سي قائمة بجميع الموظفين الذين كسبوا أكثر من 150 ألف جنيه إسترليني. من بين 96 موظفًا في هيئة الإذاعة البريطانية تجاوزوا هذا الحد،كان 62 رجلاً و34 امرأة، ومن بين أعلى سبعة موظفين، كانوا جميعًا من الرجال. أثار هذا الكشف انتقادات لهيئة الإذاعة البريطانية بشأن فجوة الأجور بين الجنسين ؛ كما انتقد نقاد آخرون عدم وجود تنوع عرقي بين شخصيات بي بي سي الأعلى دخلاً.
في أوائل يناير 2018،أُعلن أن كاري جرايسي،محررة الصين في بي بي سي،قد استقالت من منصبها بسبب التفاوت بين الجنسين في الراتب. تم تسريب محادثة قبل البث بين مقدم برنامج امروز،جون همفريز،وجون سوبيل،محرر أمريكا الشمالية في BBC،بعد بضعة أيام.تم تسجيل همفريز يمزح حول التباين.وقيل إن إدارة بي بي سي نفسها "غير متأثرة بشدة" بتعليقات همفريز.
أصبح معروفًا في 26 كانون الثاني (يناير) أن بعض المذيعين الذكور البارزين في هيئة الإذاعة البريطانية سيخفّضون رواتبهم.وفقًا للمحرر الإعلامي في بي بي سي، أمول راجان، كان هوو إدواردز، وجيريمي فاين، وجون همفريز من بين أولئك الذين وافقوا على تخفيض الراتب.

## 2020 إلى الوقت الحاضر

### 2020: تصريحات إميلي ميتليس حول الجدل الدائر حول فيروس دومينيك كامينغز
خلال إغلاق COVID-19،اتضح أن دومينيك كامينغز، كبير مستشاري رئيس الوزراء بوريس جونسون، قد سافر من لندن إلى منزل والديه في مقاطعة دورهام. دافع كامينغز عن أفعاله وحصل على دعم جونسون، مما أثار اتهامات بازدواجية المعايير في تطبيق الإغلاق. في 26 مايو / أيار،قدمت إميلي ميتليس،مقدمة برنامج نيوزنايت في بي بي سي،مقالاً شديد النقد مباشر للكاميرا حول القضية،قائلة إن " دومينيك كامينغز انتهك القواعد،ويمكن للبلاد أن ترى ذلك،وقد صدمت الحكومة لا تستطيع ذلك...لقد جعل أولئك الذين ناضلوا من أجل الالتزام بالقواعد يشعرون بأنهم حمقى،وسمح للكثيرين بافتراض أنه يمكنهم الآن الاستهزاء بهم.يعرف رئيس الوزراء كل هذا،ولكن على الرغم من استقالة أحد الوزراء،وتزايد القلق من نواب رئيسه،والتحذير المبكر الدراماتيكي من الانتخابات،والقلق القومي العميق،اختار بوريس جونسون تجاهلها.الليلة،سنأخذ في الاعتبار ما يخبرنا به هذا الولاء الأعمى عن طريقة عمل رقم 10." تم انتقاد القطعة باعتبارها منحازة بشكل غير ملائم وغير مناسبة لبث محايد.وذكرت هيئة الإذاعة البريطانية في وقت لاحق أن القطعة "لا تفي بمعايير الحياد الواجبة لدينا".

### 2021: تغطية وفاة الأمير فيليب
في الأيام التي أعقبت وفاة الأمير فيليب،تلقت بي بي سي أكثر من 100000 شكوى،وهو رقم قياسي للتلفزيون البريطاني، متهمًا بي بي سي بالتغطية المفرطة ومحاولتها المتصورة لتصنيع حزن وطني غائب إلى حد كبير.

### 2021: مقابلة أميرة ويلز
في عام 2021،تم توجيه اتهامات بأن المحاور السابق في بي بي سي مارتن بشير كذب للحصول على مقابلته عام 1995 مع ديانا،أميرة ويلز. أصدر نجلي ديانا،الأمير وليام والأمير هاري،بيانات تدين البشير وتقول إن ممارساته غير أخلاقية. قالت شرطة سكوتلانديارد إنها ستقيم ما حدث لمعرفة ما إذا كانت هناك حاجة إلى تحقيق جنائي. نتيجة للجدل،استقال لورد هول،المدير العام السابق لهيئة الإذاعة البريطانية من منصب رئيس المعرض الوطني.

### 2022: رمي الأرز
في أكتوبر 2022،في مراجعة عبر الإنترنت لمباراة مانشستر يونايتد وتوتنهام،اتُهم كريستيانو رونالدو برمي بادي في مدونة رياضية بي بي سي من قبل فيل ماكنولتي،عندما رفض رونالدو ترك مقاعد البدلاء.العبارة التي عفا عليها الزمن تعني رد فعل مبالغ فيه.ورفضت بي بي سي الاعتذار لكنها حذفت عبارة "رمي بادي" من استعراضها للمباراة.

## أنظر أيضا
- انتقادات لبي بي سي